# Весна Роман Костянтинович
Роман Костянтинович Весна (рос. Роман Константинович Весна; * 5 листопада 1947, Винники, біля Львова) — радянський футболіст.
Півзахисник, грав за «Карпати» (Львів), «Авангард» (Тернопіль) і «Нафтовик» (Дрогобич).
Працює тренером у футбольній школі Мирона Маркевича (Винники).